# De Havilland Dragon Rapide
Де Хевілленд Дрегон Репід (англ. De Havilland Dragon Rapide) — британський навчальний і зв'язковий літак періоду Другої світової війни. Початково виготовлявся для цивільного використання як пасажирський літак, але більшість літаків було виготовлено для Королівських ВПС Великої Британії. Військовий варіант отримав свою власну назву Доміні (англ. Dominie).

## Історія
Компанія De Havilland вже мала досвід виготовлення легких пасажирських літаків у вигляді DH.84 Dragon і DH.86 Express, тому створення наступника було очевидним кроком. Попередньо новий літак отримав позначення DH.89 Dragon Six і оснащувався новими двигунами De Havilland Gipsy Six. Прототип вперше піднявся в повітря 17 квітня 1934 року, а вже в липні були готовими серійні літаки, які вже позначались DH.89 Dragon Rapid. Першими операторами літака стали малі авіакомпанії Hillman's Airway Ltd, Railway Air Services і Olley Air Services Ltd. З березня 1937 року на цивільних літаках були встановлені додаткові закрилки на нижніх крилах і така модифікація отримала позначення DH.89A.
В 1935 році міністерство авіації видало специфікацію G.18/35 на виготовлення розвідувального літака для Берегового командування. Компанія De Havilland вирішила відгукнутись на це створивши модифікацію з позначенням військову модифікацію DH.89M. На літаку встановлювався курсовий кулемет в кабіні пілота справа, а також місце для турельного кулемета зверху. В результаті конкурсу DH.89M програв літаку Avro Anson, але ним зацікавився іспанський уряд і декілька DH.89M було продано для операцій в Марокко.
Хоча військова модифікація не була прийнята як розвідувальний літак, цивільну модифікацію прийняли на озброєння як літак зв'язку, хоча спочатку на озброєнні був тільки один «Дрегон Репід» в складі 24-ї ескадрильї. В листопаді 1938 року, Королівські ВПС закупили ще два літаки, а з початком війни багато літаків цивільних операторів були привласнені для воєнних потреб.
В 1939 році три DH.89 були пристосовані для навчання радистів згідно зі специфікацією T.29/38, згодом був виконаний контракт на ще 14. Ця версія відрізнялась характерною круговою антеною над кабіною і пізніше отримала військове позначення Dominie Mk.I. Версія літака зв'язку позначалась відповідно Dominie Mk.II.
До 1946 року було побудовано 727 літаків, з яких 521 — на замовлення військових сил. Останній військові «Дрегон Репіди» були зняті з озброєння флотської авіації аж в 1958 році.

## Модифікації

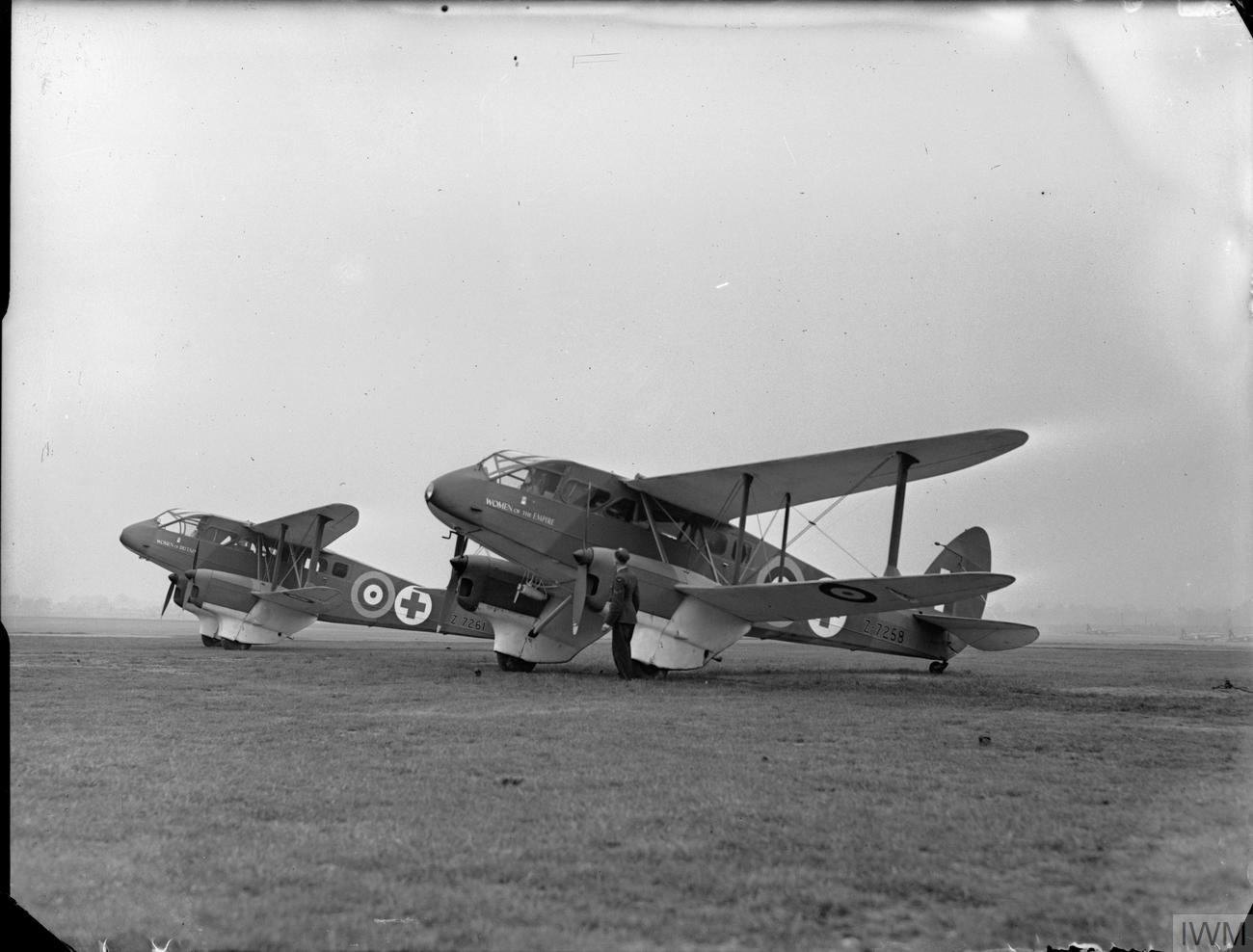
Два медичні Dominie Mk II 24-ї ескадрильї.

- D.H.89 — двомоторний легкий транспортний літак.
- D.H.89A — покращена версія з додатковими закрилками, посадковими фарами і підігрівом кабіни.
  - D.H.89A серія 4 — D.H.89A перероблені для використання двигунів de Havilland Gipsy Queen 2
  - D.H.89A Mk.5 — один D.H.89A з двигунами de Havilland Gipsy Queen 3 і гвинтами змінного кроку.
  - D.H.89A Mk 6 — один D.H.89A з гвинтами Fairey X5.
- D.H.89M — військова модифікація. Експортувалась до Іспанії і Литви.
- D.H.89B Dominie Mk I — військовий навчальний літак.
- D.H.89B Dominie Mk II — зв'язковий і транспортний літак.

## Тактико-технічні характеристики

Дані з Consice Guide to British Aircraft of World War II

### Технічні характеристики
- Екіпаж: 5-6 осіб (для навчального літака), 1-2 особи і 8 пасажирів (для зв'язкового літака)
- Довжина: 10,52 м
- Висота: 3,12 м
- Розмах крила: 14,63 м
- Площа крила: 31,59 м ²
- Маса порожнього: 1465 кг
- Максимальна злітна маса: 2945 кг
- Двигун: 2 × de Havilland Gipsy Queen
- Потужність: 2 × 200 к.с. (149 кВт.)

### Льотні характеристики
- Максимальна швидкість: 253 км/год на 305 м.
- Крейсерська швидкість: 212 км/год
- Дальність польоту: 917 км
- Практична стеля: 5090 м